# نایکا (خواننده)
نایکا (به انگلیسی: Naïka) با نام اصلی ویکتوریا نایکا ریچارد (به انگلیسی: Victoria Naicka Richard) (زاده ۳ مارس ۱۹۹۸) خواننده و ترانه‌سرا فرانسوی-هائیتی متولد آمریکا است.